# Система за автоматична идентификация
Системата за автоматична идентификация (AIS) е система за автоматично проследяване, която използва транспондери на кораби и се използва от корабните служби за движение (VTS). Когато се използват спътници за откриване на AIS цели, се използва терминът Сателитна AIS (S-AIS). Информацията от AIS допълва корабния радар, който продължава да бъде основният метод за избягване на сблъсък за водния транспорт.
Информацията, предоставена от оборудването на AIS, като уникална идентификация, позиция, курс и скорост, може да бъде показана на екрана или на електронна карта и информационна система (ECDIS). AIS е предназначена да подпомага корабоводителите, които управляват кораба и да позволяват на съответните власти да проследяват и наблюдават движението на корабите. AIS интегрира стандартизиран VHF трансивър с позиционираща система като GPS приемник, с други електронни навигационни сензори, като жирокомпас или индикатор за скорост на завиване. Корабите, оборудвани с AIS предаватели, могат да бъдат проследявани от базовите станции AIS, разположени по крайбрежието или, когато са извън обхвата на наземните мрежи, чрез нарастващ брой спътници, които са снабдени със специални AIS приемници, които могат да деконфилират голям брой сигнатури.
Освен морски AIS практическо приложение намира и речните AIS системи.
Международната конвенция на Международната морска организация за безопасност на човешкия живот на море изисква АИС да бъде монтирана на борда на международни кораби за плаване с 300 или повече бруто тонажа (GT) и всички пътнически кораби, независимо от размера им. По редица причини корабите могат да изключват своите AIS транспондери.
|  | Тази страница частично или изцяло представлява превод на страницата Automatic identification system в Уикипедия на английски. Оригиналният текст, както и този превод, са защитени от Лиценза „Криейтив Комънс – Признание – Споделяне на споделеното“, а за съдържание, създадено преди юни 2009 година – от Лиценза за свободна документация на ГНУ. Прегледайте историята на редакциите на оригиналната страница, както и на преводната страница, за да видите списъка на съавторите. ВАЖНО: Този шаблон се отнася единствено до авторските права върху съдържанието на статията. Добавянето му не отменя изискването да се посочват конкретни източници на твърденията, които да бъдат благонадеждни. |